# François Picard
François Picard (Villefranche-sur-Saône, 26 aprile 1921 – Nizza, 29 aprile 1996) è stato un pilota automobilistico francese.

## Carriera
La sua carriera automobilistica iniziò nei primi anni cinquanta alla guida di Porsche e Ferrari nelle competizioni di vetture sport disputatesi soprattutto in Francia e Marocco.
Per quanto riguarda il campionato mondiale di Formula 1, partecipò al solo Gran Premio del Marocco 1958 pilotando una Cooper privata di categoria Formula 2.
Fu la sua ultima gara in carriera, in quanto venne coinvolto in un incidente con Olivier Gendebien e si ferì seriamente. Riabilitatosi, decise di abbandonare l'automobilismo.

## Risultati in Formula 1
| 1958 | Scuderia   | Vettura    |  |  |  |  |  |  |  |  |  |  |     | Punti | Pos. |
| ---- | ---------- | ---------- |  |  |  |  |  |  |  |  |  |  | --- | ----- | ---- |
| 1958 | Rob Walker | Cooper T43 |  |  |  |  |  |  |  |  |  |  | Rit | 0     |      |

| Legenda | 1º posto     | 2º posto | 3º posto    | A punti         | Senza punti/Non class.  | Grassetto – Pole position Corsivo – Giro più veloce |
| Legenda | Squalificato | Ritirato | Non partito | Non qualificato | Solo prove/Terzo pilota | Grassetto – Pole position Corsivo – Giro più veloce |